# Гордиевский, Пётр Никитич
Пётр Ники́тич Гордиевский (1842 — после 1914) — русский общественный деятель и политик, член III Государственной думы от Полтавской губернии.

## Биография
Православный. Дворянин. Родился в семье сельского священника Киевской губернии.
Окончил Киевский университет по историко-филологическому факультету (1877). По окончании университета был преподавателем в мужской и женской гимназиях города Прилук, а с 1899 года — в Полтавском реальном училище.
С 1895 года состоял председателем Полтавского экономического общества. В 1896 году был избран гласным Полтавской городской думы. По уполномочию городской думы состоял членом Полтавского уездного училищного совета и уездного отделения по заведованию церковно-приходскими школами, заведовал отделом городского хозяйства. С 1905 года исполнял должность заведующего частным профессиональным женским училищем, позднее преобразованным в прогимназию. Возглавлял полтавский отдел Русского собрания (с 1906), один из самых многочисленных на Украине.
В 1907 году был избран в члены III Государственной думы от Полтавской губернии 2-м съездом городских избирателей. Входил в русскую национальную группу. Состоял докладчиком комиссии по народному образованию, а также членом комиссий: по народному образованию, о торговле и промышленности, для рассмотрения законопроекта о гимназиях и подготовительных училищах.
По окончании депутатских полномочий состоял преподавателем в реальном училище города Бара Подольской губернии.
Дальнейшая судьба неизвестна.

## Личная жизнь
Был холост.